# プラートラ・ペリーニャ
プラートラ・ペリーニャ（イタリア語: Pratola Peligna）は、イタリア共和国アブルッツォ州ラクイラ県にある、人口約7,500人の基礎自治体（コムーネ）。

## 地理

### 位置・広がり

#### 隣接コムーネ
隣接するコムーネは以下の通り。括弧内のPEはペスカーラ県所属を示す。
- カラマーニコ・テルメ (PE)
- コルフィーニオ
- プレッツァ
- ライアーノ
- ロッカカザーレ
- スルモーナ
- サッレ (PE)